# يويداي ناغانو
يويداي ناغانو (باليابانية: 永野 雄大) (مواليد 22 يناير 1998) هو لاعب كرة قدم ياباني.

## وصلات خارجية
- يويداي ناغانو على موقع رابطة كرة القدم اليابانية للمحترفين (اليابانية)
- يويداي ناغانو على موقع قاعدة بيانات كرة القدم.إي يو (الإنجليزية)
- يويداي ناغانو على موقع Soccerway.com (الإنجليزية)
- يويداي ناغانو على موقع عالم كرة القدم.نت (الإنجليزية)